# Southport (New York)
Pour les articles homonymes, voir Southport.
Southport est une ville américaine située dans le comté de Chemung dans l'État de New York. En 2010, sa population était de 10 940 habitants.

## Source de la traduction
- (en) Cet article est partiellement ou en totalité issu de l’article de Wikipédia en anglais intitulé « Southport, New York » (voir la liste des auteurs).